# Speechless (넬의 음반)
《Speechless》는 2001년 9월 26일에 발표된 넬의 두 번째 언더그라운드 앨범이다. 
수록곡 중 〈Minus〉는 빠른 템포와 강한 디스토션 기타 소리가 특징인 곡으로 라이브 공연 중 굉장히 자주 연주되는 곡이다.

## 수록곡
전체 작사·작곡: 김종완
- 전체 편곡: Nell| #   | 제목               | 재생 시간 |
| --- | ------------------ | --------- |
| 1.  | My Reason          | 2:09      |
| 2.  | 조금은 슬픈 이야기 | 4:15      |
| 3.  | 말들어             | 4:35      |
| 4.  | 모래시계           | 4:11      |
| 5.  | 벽                 | 5:51      |
| 6.  | 바보천사           | 4:46      |
| 7.  | 차라리 그럴게      | 6:10      |
| 8.  | 낙엽의 비          | 5:08      |
| 9.  | 양의 노래          | 3:11      |
| 10. | Minus              | 3:14      |
| 11. | 선택               | 4:23      |
| 12. | Pay back           | 5:09      |
| 13. | 벙어리             | 6:35      |

## 사연 및 가설
- 〈My Reason〉은 어둡고 무거운 내용의 가삿말이지만, 사실은 멤버들이 연습실에서 장난을 치다가 쓴 가사이다. 미공개곡 〈Hate〉의 연장선이라는 말도 있다.
- 이 앨범의 수록곡들 가운데 〈벽〉이란 곡이 있는데, 이 곡은 사람과 사람 사이의 불신이나 어떤 벽에 가로막혀 있는 듯한 느낌에 대한 곡이라고 김종완이 언급한 적이 있다.
- 재발매되는 과정에서 〈벽〉은 '떡'으로, 〈벙어리〉는 '덩어리'로 잘못 표기되어 나왔다.